# Christoph von Möllendorff

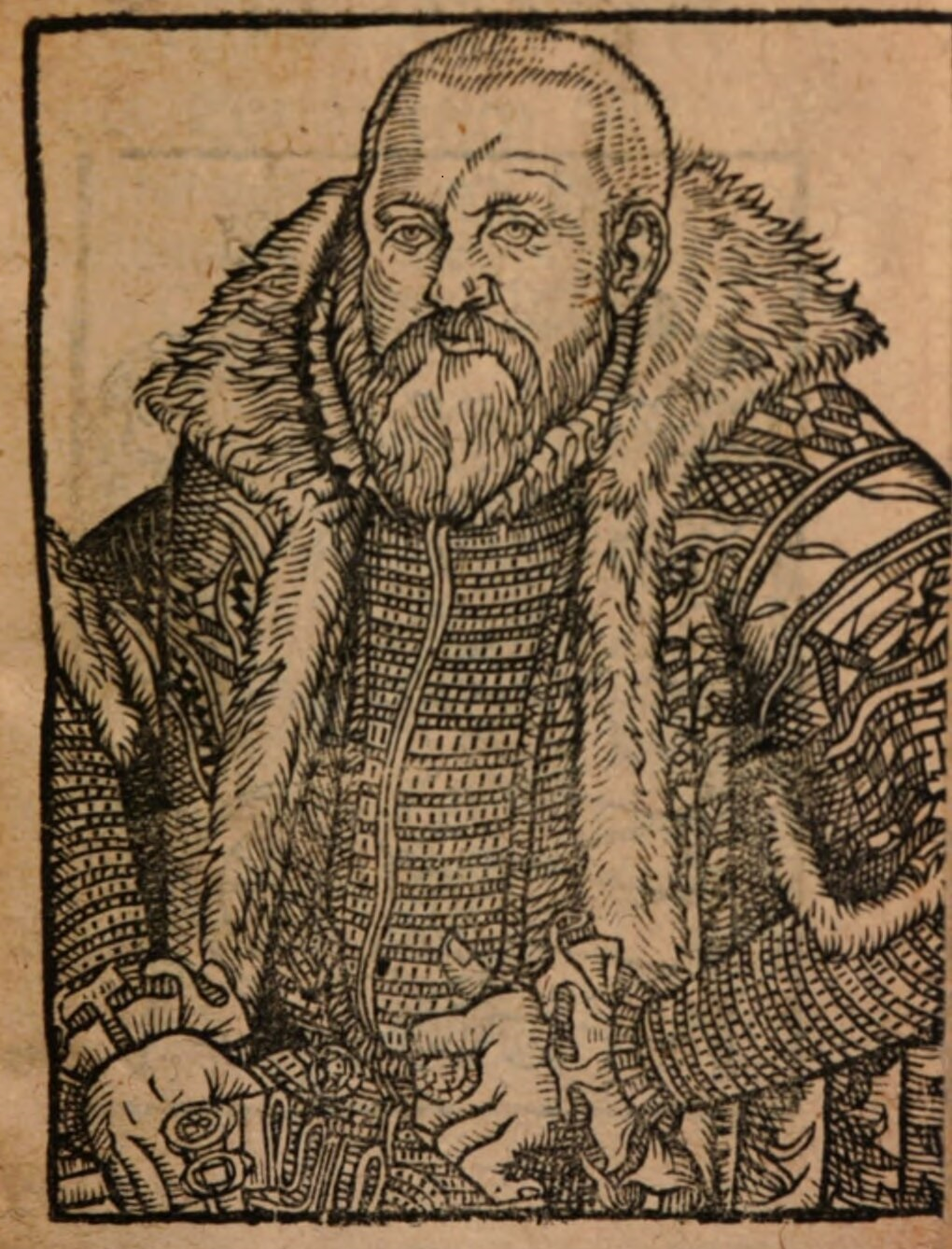
Christoph von Möllendorff

Christoph von Möllendorff (* 9. Juni 1519; † 21. Oktober 1575) war der erste evangelische Domdechant zu Magdeburg.

## Leben

### Herkunft
Christoph entstammt dem alten Adelsgeschlecht von Möllendorff aus der Altmark. Er war der Sohn von Titke von Möllendorff, Herr auf Hohengöhren, und dessen Ehefrau Ottilia, geborene von Treskow.

### Lebensweg
Christophs Vater legte viel Wert auf eine frühzeitige Ausbildung seines Sohnes und strebte für ihn einen geistlichen Bildungsweg an. Bereits mit fünf Jahren wurde Christoph unterrichtet und besuchte bei zeiten die Universität Wittenberg. Am 17. März 1531, im Alter von 11 Jahren, wurde er zum Domherren gewählt und erhielt am 14. April 1531 durch Resignation des Jakob von Retzdorf eine Minorpräbende.
Nach Wittenberg besuchte er weitere Universitäten. In Frankfurt (Oder) wurde er 1540 als Student der Medizin immatrikuliert, in Leipzig studierte er im Sommersemester 1541, wurde dort jedoch im Sommersemester 1542 relegiert und unterbrach seine Ausbildung wegen einer schweren Handverletzung für drei Jahre. Danach setzte er seine Ausbildung an den Universitäten in Heidelberg, Straßburg, Löwen und Paris fort. Während seiner Ausbildungszeit lernte er mehrere Persönlichkeiten der Reformation kennen, wie Luther, Landgraf Philipp, Johannes Bugenhagen und Caspar Cruciger.
Mit Herrn von Lattorff und dem Hauptmann Hans von Holtzendorff unternahm er eine Adelsreise nach Italien und besuchte dort Rom, Neapel, Sizilien und Malta.
Zur Majorpräbende und Residenz gelangte er in den Jahren 1555/56 und erhielt am 17. Juli 1556 vom Erzbischof das Archidiakonat Calbe verliehen, welches er bis nach 1558 ausübte. Im Jahr 1559 wurde er Propst der Kirche St. Sebastian, welche seit 1558 evangelisch war.
Am 6. November 1559, im Alter von 40 Jahren, erfolgte seine Wahl zum Domdechanten. Den Eid legte er jedoch erst am 3. Januar 1560 ab, nachdem die Vereidigung im Sinne der evangelischen Lehre angepasst wurde. 1561 schenkt ihm Erzbischof Sigismund von Brandenburg das Grundstück Domplatz 5 in Magdeburg, wo von Möllendorf 1563 ein Haus baute. 1565 erhielt er im Zuge eines Grundstückstauschs das Grundstück Domplatz 6, wo er die Möllendorfsche Kurie errichtete.
Christoph von Möllendorff starb am 21. Oktober 1575 an Wassersucht.

### Grab im Magdeburger Dom
Er wurde am 23. Oktober 1575 im nördlichen Chorumgang des Magdeburger Doms beigesetzt. Noch im 19. Jahrhundert wird der dort ursprünglich auch befindliche Grabstein so beschrieben, dass um ein Bildnis Möllendorfs eine Inschrift in lateinischer Sprache verlief. Sie wurde mit C…oph a Mo…dorf hui9 metropolitanae et cathedralis brandenburgensis decanus pie in christus obdormivit anno mc … matut. anno aetatis … cujus anima in eterno pace quiescat. angegeben. Der Verbleib des dort heute nicht mehr befindlichen Steins ist nicht ganz klar. Vermutlich gehörte er zu Steinen, die 1831 entfernten wurden, da sie nicht mehr lesbar waren. Denkbar ist, dass der Stein an anderer Stelle wieder verbaut wurde. So befinden sich Steine solcher Art in der zweiten Wendeltreppe des Südwestturms des Magdeburger Doms.

### Familie
Christoph von Möllendorff heiratete am 30. September 1565 Gertrud von Jagow, die Tochter Dietrichs, Herr auf Aulosen. Kinder aus dieser Ehe sind nicht bekannt. Seine Brüder Joachim und Fritz sowie seine Schwester Ottilia überlebten ihn.